# جرانتورتو
جرانتورتو (بالإيطالية: Grantorto)‏ هي بلدية في مقاطعة باذوة في منطقة فنيتة الإيطالية، وتقع على بعد 50 كيلومترًا (31 ميلًا) شمال غرب مدينة البندقية، و25 كيلومترًا (16 ميلًا) شمال غرب باذوة.